# Dipoena bernardino
Dipoena bernardino là một loài nhện trong họ Theridiidae.
Loài này thuộc chi Dipoena. Dipoena bernardino được Herbert Walter Levi miêu tả năm 1963.